# Quai Tilsitt
Le quai Tilsitt est une voie  qui longe la rive gauche de la Saône dans le 2e arrondissement de Lyon, en France.

## Situation
Le quai Tilsitt se trouve à Lyon sur la rive gauche (côté est) de la Saône.
À l'extrémité amont (côté nord), le quai commence au pont Tilsitt (rebaptisé pont Bonaparte), au coin de la place Antonin-Gourju. Il est prolongé vers l'amont par le quai des Célestins,.
À l'extrémité aval (côté sud), il se termine au square Janmot, là où se trouvait anciennement le pont d'Ainay qui a disparu. Il est prolongé vers l'aval par le quai Maréchal-Joffre,,.
Depuis le quai il y a une vue complète sur la Saône, le quai Fulchiron, le quartier et l'église Saint-Georges, et la colline de Fourvière.

## Origine du nom
Le nom actuel commémore la paix signée à Tilsitt (aujourd'hui Sovetsk) sur le Niémen entre le tsar de Russie Alexandre Ier et Napoléon le 7 juillet 1807, et deux jours après avec la Prusse, juste à la date à laquelle le pont, lui aussi nommé Tilsitt, prenait appui au nord du quai. Tilsitt est orthographié avec deux t finaux.

## Autre nom: quai de l'Arsenal
Le quai était anciennement connu comme quai Sainte-Claire ou quai de l'Arsenal, car l'arsenal de Lyon, construit sous François Ier en 1536 et puis reconstruit au XVIIIe siècle, était situé vers l'emplacement de la synagogue à l'angle du quai Tilsitt, de la rue du Plat (ancienne rue de l'Arsenal), et de la rue Sala. Pillé le 7 février 1790, il est détruit par une explosion au moment du siège de Lyon en 1793. Il est ensuite installé temporairement dans le couvent Sainte-Claire, mitoyen de l'arsenal incendié. En 1827, une ordonnance royale faisant suite au plan de distribution de la presqu'île Perrache acquise par la ville par la loi du 30 mars 1823 donne les directives d'aménagement du quartier. C'est en 1833, que le ministre de la guerre le Maréchal Soult écrit demande au préfet du Rhône de chercher un nouvel emplacement pour l'arsenal. Le commandant Duhamel présente les terrains situés dans la presqu'île de Perrache. Ce nouvel arsenal est donc construit à Perrache à partir de 1845. 

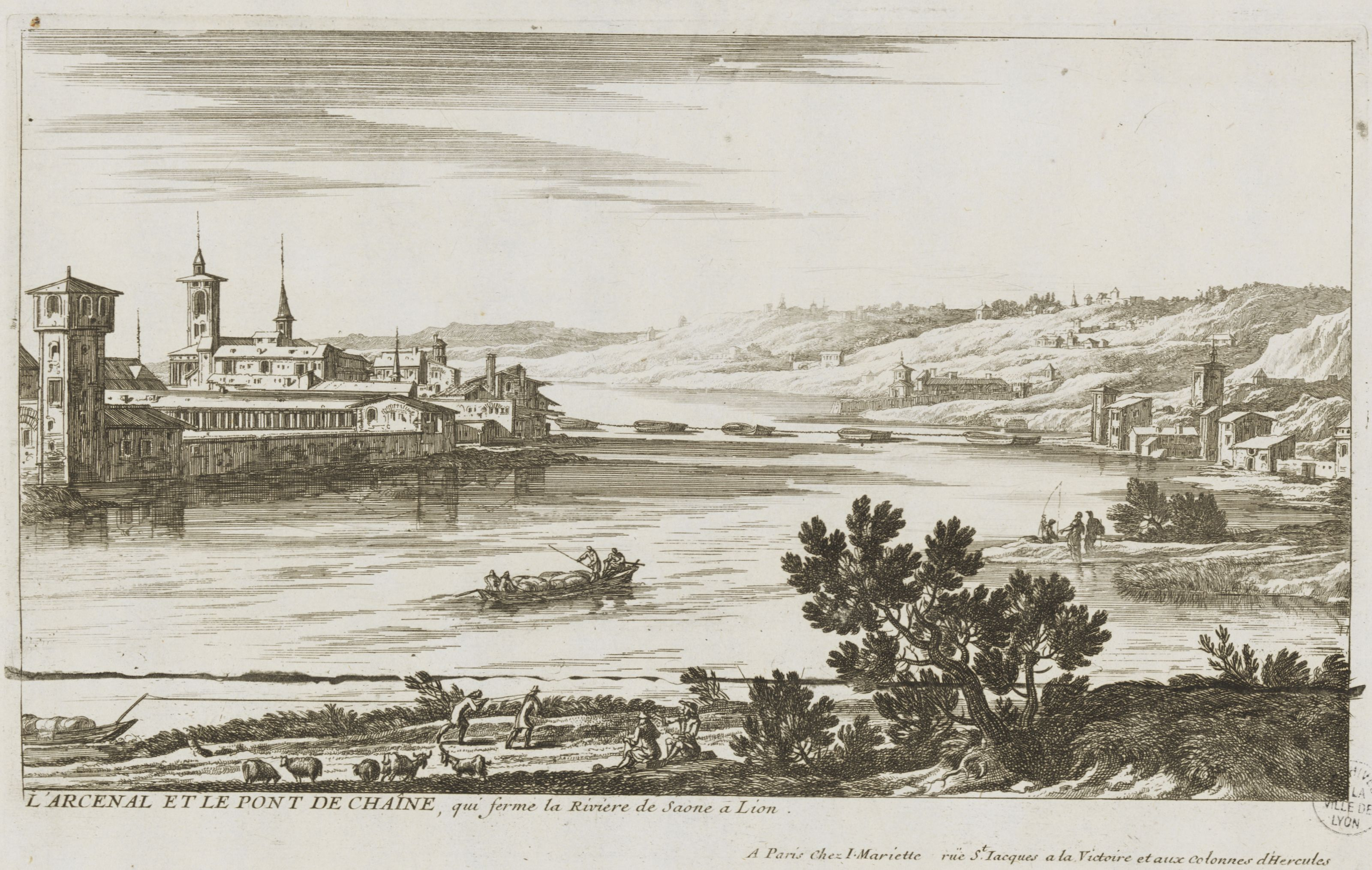
L'arsenal et le pont de Chaîne, qui ferme la rivière de Saone à Lyon entre 1625 et 1677
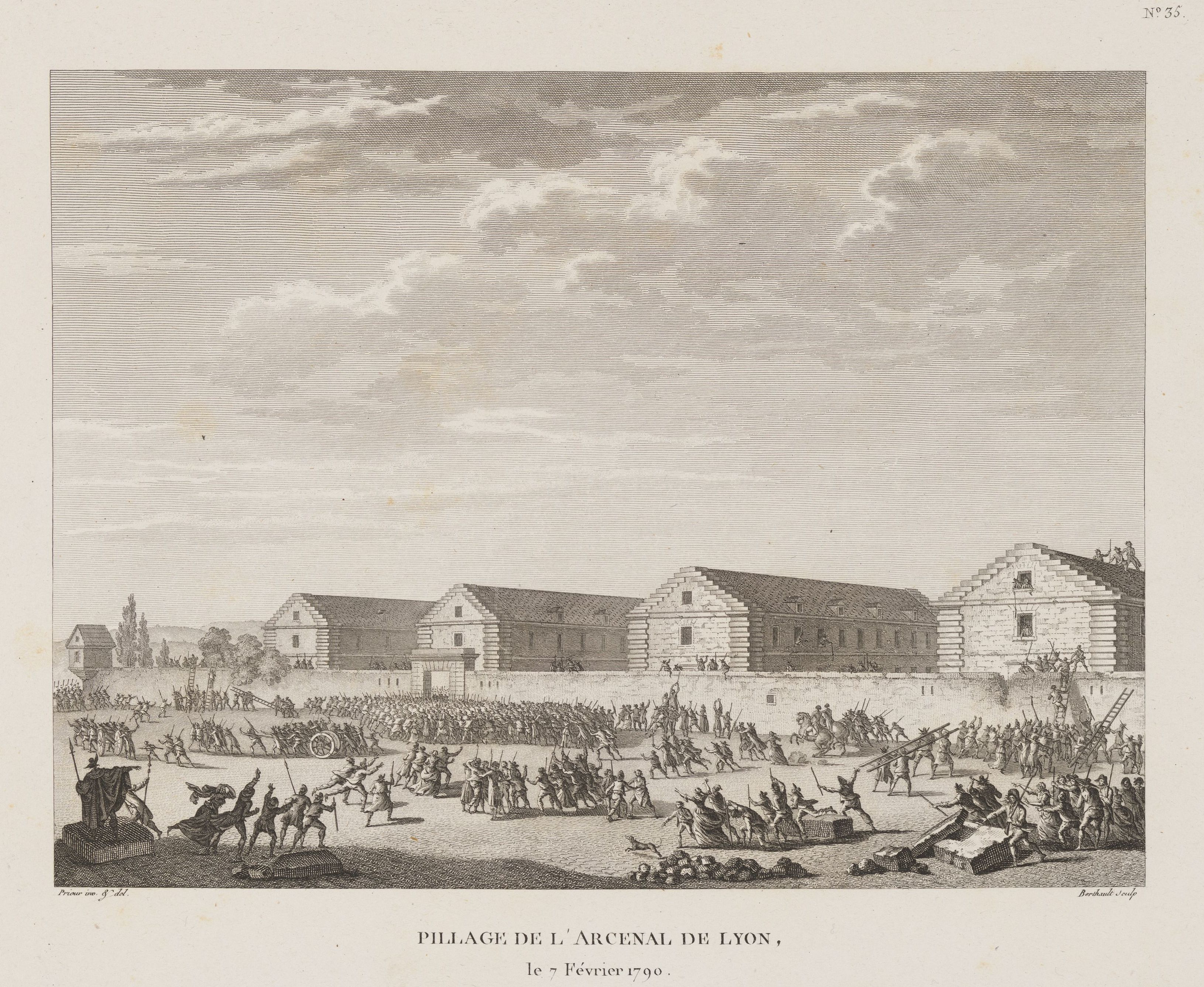
Pillage de l'arsenal le 17 février 1790

## Bas-port
Le quai est bordé d'un bas-port planté d'arbres en ras de Saône. À partir du XVIIIe siècle et jusqu’au milieu du XXe siècle, de nombreuses bêches, sortes de bateaux à fond plat, permettaient aux Lyonnais de se baigner tout au long des quais de Saône.

## Lieux d'intérêt

### Monuments historiques duXVIIIesiècle
Entre rue du Plat et le quai, deux maisons de la deuxième moitié du XVIIIe siècle sont monuments historiques.

### Auno9, la Fédération européenne des écoles
La Fédération européenne des écoles, en anglais : Federation for Education in Europe ou FEDE, possède son siège au numéro 9 depuis 2001. Cette organisation internationale non gouvernementale est une institution supranationale, créée en 1963, basée à Genève et dotée du statut participatif auprès du Conseil de l’Europe

### Auno13, la grande synagogue
La grande synagogue de Lyon, inaugurée en 1864, est située au no 13, quai Tilsitt.

### Auno19, l’œuvre des Insignes du Sacré-Cœur
Le siège de l’œuvre des Insignes du Sacré-Cœur était au no 19.
Depuis la peste de Marseille la coutume s’était répandue de recourir au Sacré-Cœur aux heures difficiles de la vie individuelle, sociale, ou nationale. Pour cette raison, dès août 1914 l’œuvre envoie gratuitement aux soldats qui en font la demande directement, des insignes fabriqués à Lyon. Le "Pèlerin" du 1er novembre 1914 certifie la distribution en deux mois de trois millions de carrés d’étoffe blanche avec Sacré-Cœur imprimé en rouge ; au cours de la Première Guerre mondiale l’œuvre distribue douze millions d’insignes, 1 529 000 fanions, 375 000 Sacré-Cœur scapulaires et 32 425 drapeaux.